# Aporia : La revue en sciences infirmières
 (octobre 2024).
 (juillet 2025).
Aporia : La revue en sciences infirmières (anglais : Aporia: The Nursing Journal) est une revue canadienne consacrée aux débats académiques en sciences infirmières et en sciences de la santé. Le journal s'engage à promouvoir une perspective pluraliste de la science et à estomper les frontières entre les disciplines. Dans le cadre d'analyses critiques de thèmes portant sur la santé, Aporia préconise des épistémologies, des philosophies et des perspectives théoriques diverses, telles que les études féministes, néomarxistes, postmodernes, poststructuralistes, postcoloniales, et la théorie queer.
Publiée à Université d'Ottawa, la revue accepte les productions en anglais et en français.